# 郭俊 (内蒙古)
郭俊，中华人民共和国政治人物、全国脱贫攻坚先进个人。

## 生平
郭俊任内蒙古自治区审计厅农业农村审计处处长。因在脱贫攻坚战中作出突出贡献，2021年2月25日全国脱贫攻坚总结表彰大会上，郭俊被授予“全国脱贫攻坚先进个人”。